# Susumu Tonegawa
Susumu Tonegawa (* 6. září 1939 Nagoja) je japonský imunolog, molekulární biolog a neurovědec, nositel Nobelovy ceny za fyziologii a lékařství za rok 1987. Cenu získal za objev genetického mechanismu, jenž umožňuje diversitu protilátek, který učinil v 70. letech 20. století.
Susumu Tonegawa absolvoval Kjótskou univerzitu, doktorát získal roku 1968 na Kalifornské univerzitě v San Diegu. V 70. letech pracoval v Basileji na Imunologickém institutu, kde uskutečnil své stěžejní imunologické experimenty. Od roku 1981 byl profesorem na Massachusettském technologickém institutu (MIT), kde se zaměřil na neurobiologii a studoval mozkové funkce, především základy učení a paměti. Patří tak k nemnoha vědcům, kteří dokázali významně ovlivnit více než jeden obor.

## Mládí a studia
Susumu Tonegawa se narodil 6. září 1939 v Nagoji v Japonsku. Jeho otec pracoval jako inženýr pro textilní společnost, která měla několik továren roztroušených ve venkovských městech v jižní části Japonska. Kvůli firemní politice se rodina musela často stěhovat z jedné továrny do druhé. Susumu, jeho dva bratři a mladší sestra v těchto malých provinčních městech strávili většinu dětství. Když se starším bratrem dospěli, rodiče se rozhodli poslat je do Tokia, aby mohli získat lepší vzdělání.
Ze strýcova domu v Tokiu Susumu dojížděl na prestižní střední školu Hibiya. O molekulární biologii se začal zajímat během univerzitního studia, kdy se seznámil s prací Françoise Jacoba a Jacquese Monoda o teorii operonů. V roce 1963 absolvoval obor chemie na Kjótské univerzitě a kvůli omezeným možnostem studia molekulární biologie v Japonsku odešel na Kalifornskou univerzitu v San Diegu, kde v roce 1968 získal doktorát.

## Profesní život
Jako postdoktorand pracoval Tonegawa na Salkově institutu v San Diegu v laboratoři Renata Dulbecca. S jeho podporou přešel v roce 1971 do Švýcarska do Basilejského institutu pro imunologii, jehož ředitelem byl pozdější laureát Nobelovy ceny Niels Kaj Jerne. Togenawa se zde zaměřil na imunologický výzkum a provedl své stěžejní imunologické práce, při nichž využil nedávno vynalezených technik molekulární biologie, konkrétně restrikčních enzymů a rekombinantní DNA.
V roce 1981 odjel do USA a stal se profesorem na Massachusettském technologickém institutu (MIT). V roce 1994 byl jmenován prvním ředitelem Centra pro učení a paměť MIT, které se pod jeho vedením proměnilo v Picowerův institut pro učení a paměť. V roce 2006 se vzdal ředitelské funkce a působil jako Picowerův profesor neurovědy a biologie a výzkumník Lékařského institutu Howarda Hughese (1988–2009). V v letech 2009 až 2017 byl ředitelem RIKEN Brain Science Institute.

## Vědecká práce

### Imunologie
Tonegawova práce oceněná Nobelovou cenou objasnila genetický mechanismus adaptivního imunitního systému, který byl po více než 100 let ústřední otázkou imunologie. Jedna z prvních teorií vysvětlujících adaptivní imunitní systém předpokládala, že každý gen produkuje jeden protein. V lidském těle je však méně než 19 000 genů, které přesto mohou produkovat miliony protilátek. V experimentech zahájených v roce 1976 Tonegawa prokázal, že během vývoje B-lymfocytů (typ bílých krvinek) dochází k rekombinaci genů, segmenty DNA kódující protilátky se přeskupují a vznikají tak nové kombinace a tím i různé typy a velké množství protilátek.
Porovnáním DNA B-lymfocytů embryonálních a dospělých myší Tonegawa zjistil, že geny ve zralých B-lymfocytech dospělých myší se mohou různě přesouvat, rekombinovat a vyřazovat a tím je umožněna rozmanitost variabilní oblasti protilátek. Tento proces je známý jako V(D)J rekombinace. V roce 1983 Tonegawa objevil první transkripční zesilovač (enhancer) spojený s genovým komplexem pro protilátky.

### Neurovědy
Krátce po udělení Nobelovy ceny Tonegawa znovu změnil obor a zaměřil se z imunologie na neurobiologii. Zajímal se zejména o molekulární a buněčné základy učení a paměti. Věnoval se roli hipokampu v procesech vytváření a vybavování vzpomínek. Pomocí geneticky modifikovaných myší zkoumal, jakou roli hrají specifické enzymy, geny a dráhy v krátkodobé i dlouhodobé paměti. Jeho výzkum může pomoci při vývoji léků na léčbu neurologických a psychologických poruch, včetně schizofrenie a demence.
Tonegawa vyvinul geneticky upravený myší model, kde zvířata nebyla schopna produkovat enzym zvaný kalcineurin. Kalcineurin hraje důležitou roli v imunitním systému a v mozku, zejména v receptorech, které vážou chemické látky zapojené do nervového synaptického přenosu. Tonegawovy myši vykazovaly příznaky charakteristické pro schizofrenii. Další studie ukázaly, že genetické odchylky v genu pro kalcineurin přispívají k rozvoji schizofrenie u lidí. Tonegawa také identifikoval geny a proteiny účastnící se uchovávání dlouhodobých vzpomínek a vyvinul techniky usnadňující studium neuronálních obvodů podílejících se na poznávání a chování.

## Osobní život
Togenawa je podruhé ženatý. Jeho současná manželka Mayumi Yoshinari Tonegawa je spisovatelkou na volné noze a dříve pracovala jako režisérka a moderátorka pro Japan Broadcasting Corporation. Mají spolu tři děti.

## Ocenění a vyznamenání (výběr)
- 1982 – cena Louisy Gross Horwitz
- 1983 – mezinárodní cena Gairdnerovy nadace
- 1986 – cena Roberta Kocha
- 1987 – cena Alberta Laskera za základní výzkum
- 1987 – Nobelova cena za fyziologii a lékařství
- 2004 – čestný doktorát Kyótské univerzity
- 2009 – čestný doktorát City University of Hong Kong